# Dunkirk (town, New York)
Ne doit pas être confondu avec Dunkirk (ville, New York).
Pour les articles homonymes, voir Dunkirk.
Dunkirk est une ville (town) située dans le comté de Chautauqua, dans l'État de New York, aux États-Unis,. En 2010, elle comptait une population de 1 318 habitants, estimée au 1er juillet 2016 à 1 061 habitants.

## Démographie
Lors du recensement de 2010, la ville comptait une population de 1 318 habitants. Elle est estimée, en 2016, à 1 061 habitants.